# Римаско
Римаско (итал. Rimasco) — коммуна в Италии, располагается в регионе Пьемонт, в провинции Верчелли.
Население составляет 154 человека (2008 г.), плотность населения составляет 6 чел./км². Занимает площадь 24 км². Почтовый индекс — 13026. Телефонный код — 0163.
Покровителем коммуны почитается святой апостол Иаков Старший, празднование 25 июля.

## Демография
Динамика населения:

## Администрация коммуны
- Официальный сайт: